# Дыдак, Ян
Ян Зигмунт Дыдак (пол. Jan Zygmunt Dydak; 14 июня 1968, Челядзь — 27 марта 2019) — польский боксёр, представитель полусредней и первой средней весовых категорий. Выступал за сборную Польши по боксу в конце 1980-х — начале 1990-х годов, бронзовый призёр летних Олимпийских игр в Сеуле, обладатель бронзовой медали чемпионата Европы, трёхкратный чемпион польского национального первенства, победитель и призёр многих турниров международного уровня.

## Биография
Ян Дыдак родился 14 июня 1968 года в городе Челядзь Силезского воеводства. Проходил подготовку в клубах GKS Jastrzębie и Czarnych Słupsk.
Впервые заявил о себе в 1985 году, когда стал чемпионом Польши среди юниоров, выиграл юниорский турнир «Золотая перчатка» в Югославии и выступил на юниорском чемпионате мира в Бухаресте.
В 1986 году боксировал на чемпионате Европы среди юниоров в Копенгагене, выиграл польское юниорское национальное первенство.
В 1987 году впервые одержал победу в зачёте чемпионата Польши среди взрослых боксёров, одолев всех оппонентов в полусредней весовой категории.
Благодаря череде удачных выступлений удостоился права защищать честь страны на летних Олимпийских играх 1988 года в Сеуле — в категории до 67 кг благополучно прошёл первых троих соперников по турнирной сетке, затем в полуфинале должен был встретиться с кенийцем Робертом Вангилой, но из-за травмы отказался подниматься на ринг и получил бронзовую олимпийскую награду.
После сеульской Олимпиады Дыдак остался в основном составе польской национальной сборной и продолжил принимать участие в крупнейших международных турнирах. Так, в 1989 году он участвовал в матчевой встрече со сборной США в Чикаго, выиграв по очкам у американского боксёра Герри Пейна.
В 1990 году вновь стал чемпионом Польши по боксу, но уже в первом среднем весе.
На польском национальном первенстве 1991 года снова был лучшим в своей весовой категории. Отправился на чемпионат Европы в Гётеборге, откуда впоследствии привёз награду бронзового достоинства — в полуфинале первого среднего веса уступил советскому боксёру Исраелу Акопкохяну. Боксировал на чемпионате мира в Сиднее, где в 1/8 финала был остановлен немцем Торстеном Шмитцем. В том же году в связи с серьёзной травмой руки вынужден был завершить спортивную карьеру. В общей сложности провёл в любительском олимпийском боксе 171 бой, из которых 159 выиграл, 10 проиграл, тогда как в двух случаях была зафиксирована ничья.
По завершении спортивной карьеры занялся тренерской работой, с 2005 года возглавлял боксёрскую секцию в своём родном городе Челядзь.